# به‌سوی هوای رقیق
به‌سوی هوای رقیق: برداشتی شخصی از فاجعه کوه اورست (به انگلیسی: Into Thin Air: A Personal Account of the Mt. Everest Disaster) یا در هوای رقیق، یکی از پرفروش‌ترین آثار غیرداستانی سال ۱۹۹۷ و به قلم جان کراکائر است. این کتاب جزئیات حضور نویسنده در کوه اورست در خلال فاجعه ۱۹۹۶ کوه اورست را به تصویر کشیده‌است؛ جایی که هشت کوهنورد کشته شدند و بسیاری دیگر، در طوفانی سخت، گرفتار آمدند. اردویی که نویسنده در آن به سر می‌برد، به رهبری «راب هال» پیش می‌رفت در حالی که گروه‌های دیگری نیز در همان روز، می‌خواستند قله را فتح کنند. یکی از این گروه‌ها، «جنون کوه» به رهبری «اسکات فیشر» بود که با گروه راب، «مشاوران ماجراجویی» رقیب به حساب می‌آمد.
در سال ۱۹۹۷ اقتباسی سینمایی از این کتاب با عنوان «در هوای رقیق: مرگ در اورست» به کارگردانی رابرت مارکویتز ساخته شد. فیلم دیگری هم در مورد این فاجعه در سال ۲۰۱۵ به نام اورست ساخته شد که به ادعای کارگردان، بالتاسار کورماکور
این کتاب تنها منبع آن نبوده‌است.